# Frédéric Moncassin
Pour les articles homonymes, voir Moncassin (homonymie).
Frédéric Moncassin est un coureur cycliste français, né le 26 septembre 1968 à Toulouse.

## Biographie
C'est un bon routier sprinter, professionnel de 1990 à 1999 au sein des équipes successives : Castorama, WordPerfect, Novell, Gan et Crédit Agricole. 
Parmi ses principaux faits d'armes, on relève sa victoire dans la semi-classique belge Kuurne-Bruxelles-Kuurne sous le déluge, et ses deux victoires d'étape dans le Tour de France 1996 (à Bois-le-Duc et dans la grande arrivée au sprint à Bordeaux). Il endosse également le maillot jaune lors de la troisième étape de ce Tour, à Wasquehal, mais ne le garde qu'une étape. À Paris, il se classe finalement deuxième du classement par points derrière Erik Zabel. 
Il est également le héros malheureux de Paris-Roubaix 1997 où, échappé avec le Belge Andreï Tchmil à quelques kilomètres du final, il se fait rejoindre par le groupe des poursuivants.
Il est le sélectionneur national de l'équipe de France de cyclisme sur route de 2004 à 2008. Il est ensuite remplacé par Laurent Jalabert. En 2012, il devient l'un des directeurs sportifs de l'équipe Team Type 1. L'expérience ne dure qu'un an et en 2013 Frédéric Moncassin devient membre de l'encadrement du CC Villeneuve Saint-Germain près de Soissons dans l'Aisne.
Depuis les années 2010, il réside en Ariège, à Camarade.

## Palmarès

### Palmarès amateur
- 1989
  - Prologue et 1re étape du Tour du Loir-et-Cher
  - Paris-Roubaix amateurs
  - 2e du Grand Prix Pierre-Pinel
  - 2e de Paris-Vailly
  - 2e de la Ronde de l'Oise
  - 3e de Paris-Épernay
  - 3e du Tour de Seine-et-Marne

### Palmarès professionnel
- 1989
  - 4e étape de la Route du Sud
- 1990
  - Grand Prix de Denain
  - 2e et 4e étapes du Critérium du Dauphiné libéré
  - Grand Prix d'Isbergues
  - 9e de Paris-Tours
- 1991
  - Grand Prix de Denain
  - 3e étape du Tour d'Armorique
  - 6ea étape du Grand Prix du Midi libre
  - 2e du Tour du Piémont
- 1992
  - 3e étape de l'Étoile de Bessèges
  - 7e étape du Tour méditerranéen
  - Prix Fréquence-Nord
  - 3e du Trofeo Laigueglia
  - 3e du Tour du Haut-Var
  - 3e du Grand Prix Raf Jonckheere
- 1993
  - 1rea étape des Trois Jours de La Panne (contre-la-montre par équipes)
  - Tour de l'Oise :
    - Classement général
    - 1re et 2e étapes

  - 2e étape du Critérium du Dauphiné libéré
  - 1re étape du Tour de l'Avenir
- 1994
  - 2e étape du Grand Prix du Midi libre
  - 2e du Circuit Het Volk
  - 2e du championnat de France sur route
  - 2e du Grand Prix de Hannut
- 1995
  - Kuurne-Bruxelles-Kuurne
  - Grand Prix Herning
  - 8e de Paris-Roubaix
- 1996
  - 1re étape de Paris-Nice
  - 1re et 3e étapes du Grand Prix du Midi libre
  - 1re et 5e étapes de la Route du Sud
  - 1re et 19e étapes du Tour de France
  - 2e de Kuurne-Bruxelles-Kuurne
- 1997
  - 2e du Tour des Flandres
  - 8e de Paris-Roubaix
- 1998
  - 3e de Milan-San Remo
  - 3e du Grand Prix de Denain
  - 5e de Paris-Roubaix

## Résultats sur les grands tours

### Tour de France
5 participations
- 1993 : 112e
- 1995 : abandon (12e étape)
- 1996 : 106e, vainqueur des 1re et 19e étapes,  maillot jaune pendant un jour
- 1997 : 114e
- 1998 : abandon (10e étape)

### Tour d'Espagne
2 participations
- 1997 : abandon (5e étape)
- 1998 : abandon (7e étape)

## Autres
- 2001 : Participation au rallye Dakar en tant que pilote moto sur KTM, abandon à la 12e étape sur casse moteur[3],[4],[5].
- 2002 : Participation au rallye Dakar en tant que pilote moto sur Touratech[6]., abandon à la 9e étape sur casse moteur[7].